# Grebo
Grebo är en tätort i Åtvidabergs kommun och kyrkby i Grebo socken belägen just på gränsen till Linköpings kommun. Grebo har postort och riktnummer (013) gemensamt med Linköping. 

## Befolkningsutveckling
| Befolkningsutvecklingen i Grebo 1970–2020                       | Befolkningsutvecklingen i Grebo 1970–2020 | Befolkningsutvecklingen i Grebo 1970–2020 | Befolkningsutvecklingen i Grebo 1970–2020 | Befolkningsutvecklingen i Grebo 1970–2020 |
| --------------------------------------------------------------- | ----------------------------------------- | ----------------------------------------- | ----------------------------------------- | ----------------------------------------- |
|                                                                 |                                           |                                           |                                           |                                           |
| År                                                              |                                           |                                           | Folkmängd                                 | Areal (ha)                                |
| 1970                                                            | 1970                                      |                                           | 235                                       |                                           |
| 1975                                                            | 1975                                      |                                           | 477                                       |                                           |
| 1980                                                            | 1980                                      |                                           | 781                                       |                                           |
| 1990                                                            | 1990                                      |                                           | 982                                       | 58                                        |
| 1995                                                            | 1995                                      |                                           | 996                                       | 62                                        |
| 2000                                                            | 2000                                      |                                           | 937                                       | 62                                        |
| 2005                                                            | 2005                                      |                                           | 979                                       | 65                                        |
| 2010                                                            | 2010                                      |                                           | 970                                       | 72                                        |
| 2015                                                            | 2015                                      |                                           | 1 047                                     | 115                                       |
| 2020                                                            | 2020                                      |                                           | 1 071                                     | 114                                       |
| Anm.: Ny tätort 1970, sammanväxte 2015 med Dalshult och Fridhem |                                           |                                           |                                           |                                           |

## Idrott
Grebo IK är ortens största idrottsförening. Föreningen bildades den 6 juni 1932 och bedriver verksamhet inom cykel, fotboll, tennis, bordtennis och innebandy samt en isbana. 

## Kända personer från orten
- Filip Liljeson, konstnär
- Johan Stålbom (1712-1777), konstnär